# Andrzej Kucner
Andrzej Kucner (ur. 1967) – polski filozof, dr hab. nauk humanistycznych, adiunkt i dyrektor Instytutu Filozofii Wydziału Humanistycznego Uniwersytetu Warmińsko-Mazurskiego w Olsztynie.

## Życiorys
W 1991 ukończył studia w Wyższej Szkole Pedagogicznej w Olsztynie, 19 września 2000 obronił pracę doktorską Człowiek w perspektywie antropologicznej filozofii F. Nietzschego, 10 czerwca 2014 uzyskał habilitację. Piastuje funkcję adiunkta, oraz dyrektora w Instytucie Filozofii na Wydziale Humanistycznym Uniwersytetu Warmińsko-Mazurskiego w Olsztynie.